# فيليبي (لاعب كرة قدم)
فيليبي أوجوستو دي ألميدا مونتيرو هو لاعب كرة قدم برازيلي من مواليد 16 مايو 1989 يلعب حاليا مع نادي نوتنغهام فورست.

## مسيرته
لعب مع نادي 33 مباراة أتلتيكو براغانتينو البرازيلي ولم يسجل مع أي هدف ثم إنتقل لنادي كورينثيانز ولعب معه 53 مباراة وسجل هدف واحد ثم انتقل لنادي بورتو ولعب معه 93 مباراة سجل فيها 6 أهداف وحاليا هو يلعب مع أتليتيكو مدريد.

## وصلات خارجية
- فيليبي (لاعب كرة قدم) على موقع الاتحاد الأوربي (الإنجليزية)
- فيليبي (لاعب كرة قدم) على موقع إي إس بي إن إف سي (الإنجليزية)
- فيليبي (لاعب كرة قدم) على موقع قاعدة بيانات كرة القدم.إي يو (الإنجليزية)
- فيليبي (لاعب كرة قدم) على موقع ناشيونال فوتبول تيمز (الإنجليزية)
- فيليبي (لاعب كرة قدم) على موقع Soccerbase.com (لاعب) (الإنجليزية)
- فيليبي (لاعب كرة قدم) على موقع Soccerway.com (الإنجليزية)
- فيليبي (لاعب كرة قدم) على موقع عالم كرة القدم.نت (الإنجليزية)
- فيليبي (لاعب كرة قدم) على موقع AS.com (الإسبانية)